# Affaire Yannick Poligné
Le texte peut changer fréquemment, n’est peut-être pas à jour et peut manquer de recul. 
Le titre et la description de l'acte concerné reposent sur la qualification juridique retenue lors de la rédaction de l'article et peuvent évoluer en même temps que celle-ci.
Pour un article plus général, voir Abus sexuels sur mineurs dans l'Église catholique en France.
L'affaire Yannick Poligné est une affaire judiciaire mettant en cause un prêtre catholique français du diocèse de Rennes, Yannick Poligné, pour des faits qui se seraient produits le 3 novembre 2022 à Paris sur la personne d'un garçon de 15 ans. Interpellé dans la nuit du 3 au 4, il est mis en examen le 6 novembre des chefs de viol sur mineur aggravé par l'administration d'une substance nuisible à l'insu de la victime, provocation de mineur à l’usage de stupéfiants, mise en danger de la vie d’autrui et usage illicite de produits stupéfiants, et placé en détention provisoire.

## Historique
Né en 1970, Yannick Poligné grandit à Bais, village à l'Est de Rennes (Ille-et-Vilaine) en Bretagne. Il est le quatrième enfant d'un père transporteur de porcs et d'une mère exploitante agricole. A 11 ans, il affirme à ses parents vouloir être prêtre. Après trois ans où il travaille dans une agence bancaire à Saint-Malo, il entre au séminaire.
Il est ordonné prêtre en 1999 à Rennes. Il séjourne dans une communauté de l'Arche à Bruz et passe par différentes paroisses de la métropole rennaise. De septembre 2009 à août 2014, il est curé de la paroisse Saint-Conwoion et de la paroisse Saint-Melaine dans le pays de Redon. Il succède à l'ancien curé de la paroisse de Redon, Gaël Carissan, écarté en 2008 pour des faits d'agression sexuelle sur mineur commis entre 2004 et 2006, pour lesquels Gaël Carissan a été condamné en 2019 à 5 ans de prison dont 2 ans ferme. Yannick Poligné rejoint en 2014 la faculté jésuite de Bruxelles pour compléter ses études notamment en bioéthique. Pendant cette période, il intervient également lors de retraites au Foyer de charité de Tressaint. Cette parenthèse aurait pu être une parenthèse forcée.
Depuis 2016, Yannick Poligné est curé de la paroisse Saint-Louis-Marie en Brocéliande à Montfort-sur-Meu dans le diocèse de Rennes. Il est responsable de la pastorale de la santé au niveau diocésain.

## Accusations
Le 3 novembre 2022, un jeune homme âgé de 15 ans rencontre, à Paris, Yannick Poligné dont il aurait fait la connaissance sur l'application de rencontres homosexuelles Grindr. Après avoir pris quelques verres dans un bar, le jeune homme suit le prêtre dans sa chambre, dans un hôtel 4 étoiles, où Yannick Poligné, selon ses déclarations, aurait proposé à l'adolescent de se droguer. Il est cependant soupçonné d’avoir administré ces substances (de la 3-MMC et du GBL,, un précurseur du GHB) à son insu, afin d’altérer son discernement et le contrôle de ses actes,.
Yannick Poligné et le mineur ont ensuite une relation sexuelle non protégée, qualifiée par le mineur de violente,. Malade à la suite de cette prise de stupéfiants, le jeune homme se réveille peu après minuit et alerte des amies qui le géolocalisent grâce à son téléphone, et informent les pompiers qui viennent le secourir et le transporter à l’hôpital,.
Yannick Poligné est arrêté dans la nuit du 3 au 4 novembre. À l'issue de sa garde à vue, le 6 novembre 2022, il est mis en examen pour des chefs de viol aggravé par l'administration d'une substance nuisible à l'insu de la victime, provocation de mineur à l’usage de stupéfiants, mise en danger de la vie d’autrui et usage illicite de produits stupéfiants,, et placé en détention provisoire.
Il aurait indiqué à Pierre d'Ornellas, son évêque, et à ses paroissiens, devoir se rendre à Paris régulièrement pour être soigné d'un cancer. En réalité, il était séropositif au VIH, sous trithérapie, et y recevait des injections de botox pour masquer les effets du traitement sur les traits du visage. Il utilisait ses déplacements à Paris pour avoir régulièrement des relations sexuelles avec des hommes dans des hôtels, accompagnées parfois de prises de drogues.
Devant les enquêteurs, Yannick Poligné aurait reconnu la consommation des drogues ainsi que des relations sexuelles violentes avec le jeune homme, tout en plaidant que celui-ci était consentant et qu'il ignorait son âge réel, le jeune homme ayant indiqué sur l’application Grindr être majeur. Il aurait expliqué suivre un traitement contre le VIH qui empêche la transmission du VIH lors d’un rapport sexuel. Il aurait nié catégoriquement avoir fait quoi que ce soit de mal.

## Réactions
Dans un communiqué paru le 10 novembre, Pierre d'Ornellas, archevêque de Rennes, déclare « assurer la personne victime de [s]a compassion et de [s]on entier soutien ». Il précise qu'il ira à la rencontre des fidèles de la paroisse Saint-Louis-Marie en Brocéliande dont Yannick Poligné était le curé. Il ajoute avoir « assuré la justice civile de l’entière collaboration du Diocèse, et signalé à Rome les faits auprès du Dicastère pour la Doctrine de la Foi afin de lancer en parallèle une procédure canonique »,.
Selon une source proche du dossier, des fidèles du diocèse connaissaient l'homosexualité du prêtre et ses difficultés à maîtriser ses pulsions. Pour eux, l'homosexualité et la double vie ne sont pas en contradiction avec la loi, mais ne sont pas cohérents avec son sacerdoce.
Depuis quelque temps, ses nombreuses absences et son train de vie intriguaient ses paroissiens. Il s'était acheté une belle voiture neuve et un appartement avec vue sur la mer à Saint-Malo. Selon plusieurs sources, il avait hérité d'un million d'euros légué cinq ans auparavant par un couple dont il avait célébré l'union.
Les enquêtes de la gendarmerie et du diocèse n'ont pour l'instant mis en évidence aucune autre accusation ni mauvais comportement auprès des jeunes de sa paroisse.